# Imakumano Kannon-ji

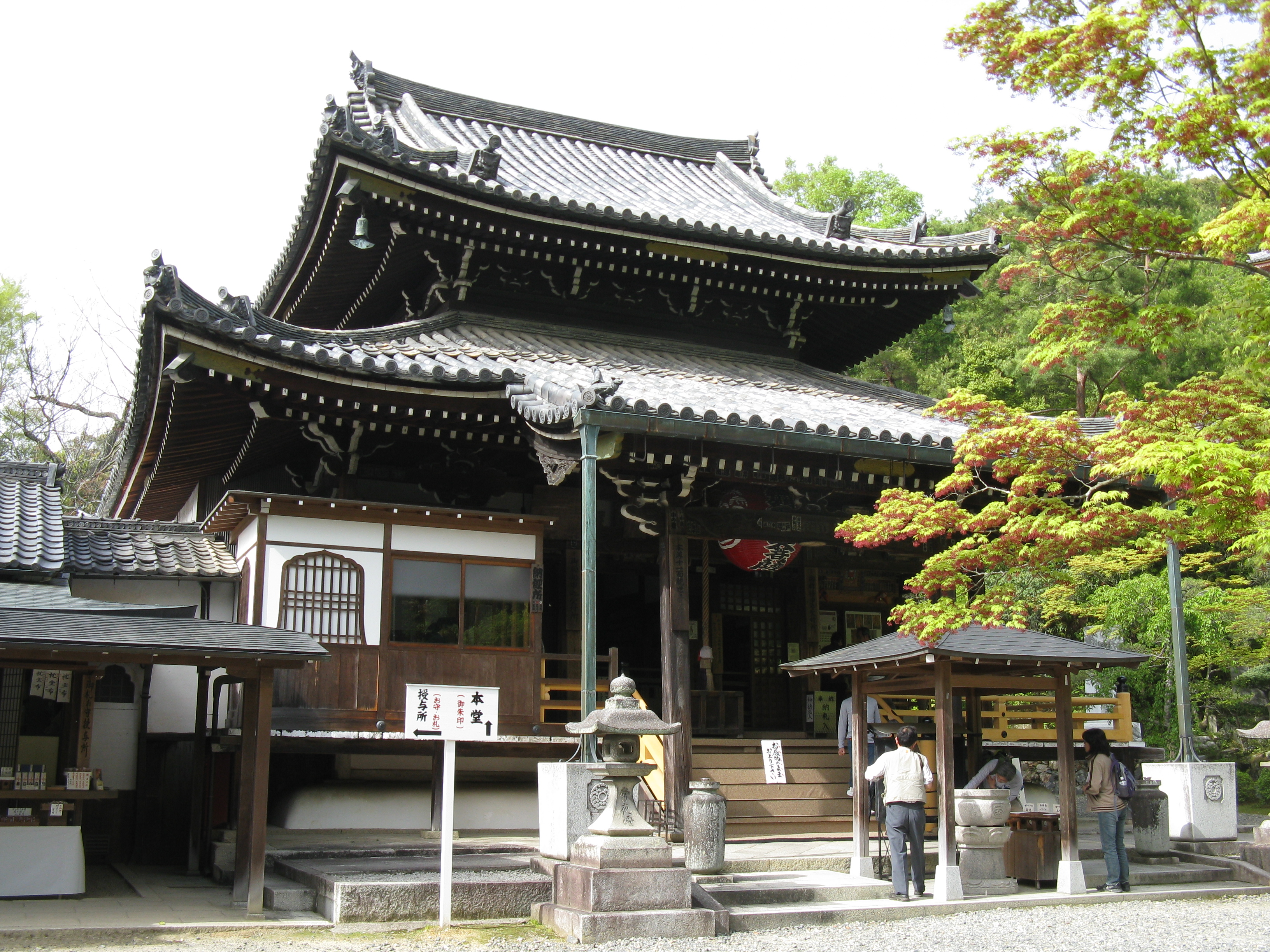
Haupthalle des Kannon-ji

Der Imakumano Kannon-ji (jap. 今熊野観音寺) oder kurz auch Kannon-ji (観音寺) ist ein buddhistischer Tempel im Stadtbezirk Higashiyama-ku von Kyōto in Japan. Der Tempel ist mit der Glaubensrichtung Shingon-shū assoziiert. Hauptbildnis des Tempels ist eine Statue der elfköpfigen Kannon. Der Imkumano Kannon-ji ist der 15. Tempel des Saigoku-Pilgerweges (西国三十三箇所, Saigoku sanjūsankasho).

## Überblick
Historische Belege für die Gründung des Imakumano Kannon-ji fehlen. Der Tempelüberlieferung zufolge soll der Tempel durch den Mönch Kūkai in der Daidō-Periode (806–810) als Kannon-ji gegründet worden sein. In der Anfangszeit wurde der Imakumano Kannon-ji vor allem durch den Staatsmann Fujiwara no Otsugu gefördert. Kaiser Go-Shirakawa benannte den Tempel in Shin Nachisan Kannon-ji (新那智山観音寺) um und nannte die Umgebung des Tempels Imakumano, woraus schließlich der heutige Name des Tempels entstand.
Zusammen mit dem in der Nähe liegenden Imakumano-Schrein diente der Imakumano Kannon-ji dem Kult der Kumano-Gottheiten im mittelalterlichen
Kyōto. Der Tempel wurde fast vollständig während des Ōnin-Kriegs zerstört. Die heutige Haupthalle stammt aus dem Jahr 1712.
Das Gebet zur Kannon-Statue des Imakumano Kannon-ji soll Kaiser Go-Shirakawa von starken Kopfschmerzen befreit haben. Seit dieser Zeit genießt der Besuch im Tempel daher den Ruf, die Genesung von Krankheiten, insbesondere Kopfschmerzen und Migräne, zu fördern.
Der Imakumano Kannon-ji ist eng verbunden mit dem benachbarten Sennyū-ji, auf dessen Gelände sich die Grabstätten der Kaiser Go-Horikawa und Kōmei befinden.